# Sonntag, Büscherhöfchen 2
Sonntag, Büscherhöfchen 2 ist ein deutscher Kurzfilm von Miriam Gossing und Lina Sieckmann aus dem Jahr 2014. Weltpremiere war am 2. Mai 2014 bei den Internationalen Kurzfilmtagen in Oberhausen.

## Handlung
Das Innere des Hauses Nummer zwei in Büscherhöfchen im Bergischen Land wird gezeigt –  an einem Sonntag.

## Kritiken
„Erst hört man das Geräusch. Dann sieht man Rollläden in einem Haus im Bergischen Land sich heben. Ein Konzept, das sich durch den Film zieht: der Ton leitet über zum Bild. Die Filmemacherinnen Miriam Gossing und Lina Sieckmann führen uns mit ruhigen, fotografischen Bildern in einen exotisch-schwülen Mikrokosmos, den man hier nicht vermutet. Dabei beweisen sie ein feines Gespür für die Platzierung der Bewohner im Haus und damit in ihren Bildern, ohne sie der Lächerlichkeit preis zu geben.“

## Auszeichnungen
Internationale Kurzfilmtage Oberhausen 2014
- Lobende Erwähnung der Jury des NRW-Wettbewerbs